# 捍衛真相
《捍衛真相》（英語：The Company You Keep）是一部2012年美國政治驚悚片，由勞勃·瑞福自導自演，改編自尼爾·戈登的暢銷同名小說。電影講述一個單身爸爸、人權律師，曾是極左翼激進團體「地下氣象人」的成員。當身份被一位年輕記者揭露時，不得不過著逃亡的生活。

## 外部連結
- 互联网电影数据库（IMDb）上《捍衛真相》的资料（英文）